# Pablo Novak
Pablo Novak (Buenos Aires, Argentina, 13 de diciembre de 1966) es un actor, músico, autor y director de teatro argentino. Es también entrenador ontológico profesional y profesor de actuación.

## Carrera
Nació en el seno de una familia judia. Actuó en numerosos programas de televisión, escribió y adaptó obras teatrales, comedias musicales; dirigió espectáculos de su padre Chico Novarro, con quien compartió, además, muchos escenarios.
Compuso música para teatro y cortinas televisivas. Sacó discos con sus canciones y fue finalista del Festival Internacional de la Canción de Viña del Mar, el  Premio Clarín y el Festival OTI de la Canción. Ganó la II Bienal de Arte Joven. Como guionista, creó el ciclo "Autoestima, historias sobre ruedas"; colaboró con programas como Lalola, generó contenidos y condujo en radio programas como "Family day" (conducido junto a la madre de sus dos hijos, Andrea Campbell) y "Uno en el Amor" (Radio Uno)
El Instituto Nacional del Teatro (INT) editó su obra "Lo oculto de un iceberg"
Ricardo Darín dirigió su primera adaptación teatral, siendo su última adaptación Sweet Charity protagonizada por Florencia Peña.
Se encargó de la nueva puesta de "Arráncame la vida" y estrenó numerosas obras como autor teatral, varias de las cuales también dirigió, y una comedia musical infantil, "El Paseador de Pájaros", con producción del Teatro Nacional Cervantes.
Sacó el libro de cuentos "Todos los hombres son solteros (Historias e histerias masculinas)" con excelente repercusión.
Fue columnista seis años del programa de radio "Bien Levantado", con Beto Casella en Pop Radio 101.5
Actuó en "Encuentro de Genios", de Beto Casella personificando a John Lennon.
Tiene un espectáculo de café concert junto a Roberto Antier ("Una que sepamos todos") con humor y canciones de los 80.
Es Entrenador Ontológico Profesional (certificación de la AACOP), coordina talleres en su escuela de actuación, da capacitación en liderazgo y oratoria en organizaciones y también se dedica al coaching ontolótico y life coaching en forma individual.
Escribió "Cambiá la Playlist", su libro sobre coaching y gestión emocional, disponible online en Leamos.com.
Condujo durante 2017 su programa "UNO EN EL AMOR" en Radio Uno todas las medianoches.
Hace 14 años q enseña actuación a principiantes y avanzados (CABA) y escribe y dirige su obras cortas en Microteatro Buenos Aires.

## Como autor/director
- 2021  "Nosotros, qué somos?" Reestreno - escrita y dirigida por Pablo Novak. (Microteatro La Rural)

- 2020 "Jamás Besado" Obra de teatro escrita por Pablo Novak en coautoría con Fernando Domínguez, dirigida por Ezequiel Tronconi. (Microteatro Bs As febrero de 2020)

- 2019 "Nosotros, qué somos?" Obra de teatro escrita y dirigida por Pablo Novak. (Estrenada en Microteatro Bs As en marzo y reestrenada en octubre en Microteatro Selección 2019)

- 2018 "Entrevistada 437" Obra de teatro escrita por Melisa Freund y Macarena Albalustri y dirigida por Pablo Novak. (Estrenada en Microteatro Bs As en octubre de 2018)

- 2018 "Salita de 5" Obra de teatro escrita por Diego Lich y dirigida por Pablo Novak. (Estrenada en Microteatro Bs As en junio y reestrenada en septiembre Microteatro Selección de 2018)

- 2017 "Te querés casar conmigo?" Obra de teatro escrita y dirigida por Pablo Novak. (Estrenada en Microteatro Bs As en noviembre y reestrenada en Microteatro Selección en marzo de 2018)

- 2011 "El paseador de pájaros" Obra de teatro musical infantil. (Producida por el Teatro Nacional Cervantes para su Plan Federal)

- 2011 "Por qué gritan las mujeres" Obra de teatro también dirigida por Pablo Novak. (Teatro El Cubo - Buenos Aires)

- 2010 Se publica su libro de cuentos "Todos los hombres son solteros (Historias e histerias masculinas" (Dos Editores)

- 2009 "Cuentos No Infantiles" en coautoría con Diego Lisewski (miniserie de televisión para la cadena  Fox)

- 2008 "Enamorándote otra vez" con Chico Novarro y Silvana Di Lorenzo (también director)

- 2007 "Enamorándote" Espectáculo musical con Chico Novarro y María Volonté (del cual también es director)

- 2007 "Golpe de Suerte" Guion - Largometraje género comedia; para la productora Pampa Films (con Pablo Bossi)

- 2007 Programa Lalola colabora autoralmente con Daniel Dátola en el piloto para el productor Sebastián Ortega.

- 2006 Adaptación del musical Sweet Charity de Neil Simon con producción de Daniel Grinbank y protagonizada por Florencia Peña

- 2006 Autor, junto a Martín Gianola, de la idea y los libros del unitario de ficción "Autoestima, historias sobre ruedas" emitido por  Canal 7

- 2006 Adaptación del musical  El mago de Oz para DG .Entertainment

- 2006 Autor de las historias del día en el programa "Un cortado, historias de café" de Becchini y Tabernise en  Canal 7

- 2005 Su pieza "Lo oculto de un iceberg" fue incluida en el libro "Dramaturgia en Banda", editado por la delegación capital del Instituto Nacional del Teatro (INT)

- 2004 Estrena el unipersonal "El héroe de acá a la vuelta", en la Terraza Teatro Bar del Paseo La Plaza

- 2003 / 04 Escribe contenidos de humor para Andrea Campbell (programas "Televicio" y "Mama mía" por  Canal 9

- 2003 Es coautor de la miniserie para televisión, "El diario de Pablo Cortez", junto a Pablo Rago

- 2001 / 02 Sus obras "Sueño con sirenas" y "Lo de la Susy" se estrenan bajo la dirección de Tony Lestingi (Teatros Picadilly y Actors Studio)

- 2001 Es coautor del musical "Un toque familiar" junto a Chico Novarro

- 2001 Sus monólogos "Masoquismo Cotidiano" y "Romántico" fueron representados por Pablo Rago y por él mismo, en "El Club de la Comedia" en  Canal 13

- 1995 / 98 Traduce y adapta las obras "Faithful" de Chazz Palminteri, "Pizza-man" de Darlene Craviotto y "Deceptions" de Paul Wheeler ("Pizza-man" fue dirigida por Ricardo Darín en el teatro Picadilly, y actuada por Novak, Patricia Etchegoyen y Mariana Briski)

- 1995 Su guion cinematográfico "La otra punta" fue preseleccionado por el Instituto Nacional de Cinematografía (INC)

- 1993 Escribe y dirige "La historia de la ropa interior", espectáculo multimedia con actores y modelos para el desfile Vanity Fair en el  Hotel Alvear

- 1993 / 96 Es coautor de los pilotos "Llegar a vos" y "Mambos"

- 1991 Es autor del piloto para televisión "El pasaje"

## Formación autoral
- Taller "Dramaturgia en Banda" con Mauricio Kartun (seleccionado por el Instituto Nacional del Teatro (INT); en dicho marco escribió la obra "Lo oculto de un Iceberg", editada por el INT)
- Taller "Dramaturgia de Emergencia" con Mauricio Kartun (quien supervisó además, su primera obra teatral estrenada)
- Taller Literario Con Leo Maslíah
- Taller de Guion Con Eduardo Milewickz

## Como actor

### Teatro
- 2015/2016 Encuentro de genios (de Beto Casella) - Dir: Roberto Antier - Teatro 25 de mayo y Tabarís / Teatro Auditorium - Mar del Plata /Gira por la costa atlántica y Gira nacional - Teatro de la Comedia 
- 2010 a 2015: actúa en Clásica y Moderna y en eventos y giras, junto a Roberto Antier en su café concert Una que sepamos todos (Un tributo a Gachi Ferrari), show de humor y música sobre los 80s.
- Pinocho (Musical infantil) - Dir: Guillermo Calz - Gira nacional (2008)
- El príncipe feliz (Musical infantil) - Dir: Gastón Cerana - Gira nacional (2006)
- Hansel y Gretel (Musical infantil) - Dir: Carlos Silveyra - Gira nacional (2005)
- El héroe de acá a la vuelta (actor, autor del texto y canciones) - Dir: Tony Lestingi - Paseo La Plaza (2004)
- Confesiones del pene Dir: Luis Rossini - Teatro Lorange (2003 - 2004)
- Lo de la Susy (como actor, autor de la obra y compositor de la música) - Dir: Tony Lestingi - Teatro Actor's Studio Complex (2002)
- Sueño con sirenas (como actor, autor del texto y la música original) - Dir: Tony Lestingi - Teatro Picadilly (2001 - 2002)
- Pizza-man (como actor y adaptador de la obra) - Dir: Ricardo Darín - Teatro Picadilly (1994 - 1995)
- Los '90 son nuestros - Dir: Carlos Gandolfo - Teatro Regina-Mar del Plata y Teatro Arte en Buenos Aires (1992)
- Los invertidos - Dir: Alberto Ure - Teatro Lorange (1989) y Teatro Municipal General San Martín (1990 - 1991)

### Cine
- Solo un ángel - Dir: Horacio Maldonado (2005)
- Campo de sangre - Dir: Gabriel Arbós (2001)
- Peperina - Dir: Raúl de la Torre (1995)
- Two to Tango - Dir: Héctor Olivera (1988)
- El profesor punk - Dir: Enrique Carreras (1988)
- La Noche de los Lápices- Dir: Héctor Olivera (1986). En el papel de Horacio Ungaro
- El juguete rabioso - Directores: José María Paolantonio y Aníbal Di Salvo (1984)

### Televisión
- 2019 - Monzón, la serie - Space/ Netflix
- 2017 - Amar después de amar - Telefé
- 2015 - Animal político - miniserie Incaa
- 2013 - 2014 Señales (Canal 7) como Mauricio
- 2011 Tiempo de pensar (Canal 7)
- 2011 Los Únicos (Canal 13)
- 2010 / 11  Sueña conmigo (Nickelodeon Latinoamérica y Telefe) como Manuel Grossi.
- 2006 Afectos especiales, Stand up principal en primer programa (Canal 7)
- 2006 Autoestima, historias sobre ruedas (Canal 7)
- 2006 Chiquititas 2006 (Telefe)
- 2005  Amor mío (Telefe)
- 2004 De la cama al living  (Leo Bechini / (Canal 7)
- 2003 Los simuladores (Damián Szifron / Telefe)
- 2002 1000 millones  (Diana Álvarez-Raúl Lecouna /  Canal 13)
- 2001 El Hacker 2001 (Alejandro Maci- productor: Ortega / Telefe)
- 2000 Vulnerables  (Adrián Suar - Daniel Barone / Canal 13)
- 1998 / 99 Muñeca brava ( Enrique Torres - Raúl Lecouna / Telefe)
- 1998 Lo dijo Papá  (Ledo - Marenco / Canal 9)
- 1996 / 97 Sueltos (Jorge Maestro - Sergio Vainman / Canal 13)
- 1996 De poeta y de loco  (Fernando Bassi -  Héctor Olivera /  Canal 13)
- 1994 / 95  Alta comedia (Varios; Canal 9)
- 1995 La hermana mayor  (Marenco / Canal 9)
- 1994 Life College (en Jugate conmigo Cris Morena Group / Telefe)
- 1994 Nueve lunas  (Héctor Olivera / Canal 13)
- 1993 Mi cuñado  (Carlos Berterreix / Telefe)
- 1993 El precio del poder  (Hugo Moser / Canal 9)
- 1993 Cuenteros  (ATC; que actualmente es TV Pública)
- 1993 Buena pata  (I. Hasse / Telefe)
- 1992 Amores (Alejandro Doria / Telefe)
- 1992 Regalo del cielo (Alejandro Romay -  Hugo Moser / Canal 9)
- 1992  El gordo y el flaco (Juan Carlos Mesa / Telefe)
- 1992  Zona de riesgo 2 (Jorge Maestro - Sergio Vainman / Canal 13)
- 1992 Corazones de fuego  (Flores / Argentina Televisora Color; que actualmente es TV Pública)
- 1991  Manuela (Manoel Carlos -  Stella Della Rosa /  Canal 13)
- 1990 Nosotros y los otros (R. Ledo /  Canal 13)
- 1989 / 90 Así son los míos (G. Ibalo /  Canal 13)
- 1988 Hombres de Ley (R. Mariani / Argentina Televisora Color; que actualmente es TV Pública)
- 1988 Vivan los novios (Juan Carlos Mesa / Telefe)
- 1988 La fiesta (Jorge Maestro - Sergio Vainman / Telefe)
- 1987 / 88 La bonita página (Ismael Hasse / Argentina Televisora Color; que actualmente es TV Pública)
- 1987 Tiempo cumplido (Carlos A. Aguilar/ Argentina Televisora Color; que actualmente es TV Pública)
- 1986 De fulanas y menganas  (Fontanals / Argentina Televisora Color; que actualmente es TV Pública)
- 1986 Ficciones (Sergio Renán / Argentina Televisora Color; que actualmente es TV Pública)

## Formación actoral
- Joy Morris (Nueva York 1991 / Buenos Aires 1993 - 1994)
- Carlos Gandolfo (1985 a 1990) Seminario con Eric Morris (1990)
- Luis Agustoni (1983 a 1985)
- Escuela Nacional de Arte Dramático (1985)
- Alejandra Boero (1980 a 1982)
- Juana Ure (1977 a 1979)

## Música - Trabajos musicales
Sacó dos discos con sus canciones: uno en 1988 con producción de Pedro Aznar y Emilio Valle, otro en 2005 con dos canciones que fueron cortinas de las ficciones Los Machos y Los Secretos de Papá (Canal 13) y otra con la que fue finalista del festival internacional de Viña del Mar.
- 2007 Producción y voz en jingle / campaña "Algo contigo" de las empresas prestadoras del Servicio de Higiene Urbana Buenos Aires (Dirección: Eddy Calcagno).
- 2006 Producción musical de canciones de Gastón Madariaga ( Operación triunfo).
- 2004 Participa en el CD producido por León Gieco, Esteban Morgado y Página/12 de artistas a beneficio de la Casa del Teatro cantando el tango "Nunca tuvo novio".
- 2004 Su tango "Quien dice tango" es grabado por Chico Novarro.
- 2003 Su tango "Quien dice tango" es grabado por Caracol.
- 2002 Su canción "Yo te amo" es grabada por Cecilia Milone y José Ángel Trelles en sus respectivos discos.
- 2005 Finalista del Festival Internacional de la Canción de Viña del Mar con su tema "Cada día más".
- 2005 Música original de la obra teatral "Cuando te mueras del todo" de Daniel Dalmaroni, dirigida. por Lía Jelín en el Chacarerean Teatre de Buenos Aires.
- 2004 Temporadas junto a Chico Novarro en el Club del Vino, Buenos Aires con "Un toque familiar". (2001 a 2003) y en "La Casa de Carlos Perciavalle" en Punta del Este, Uruguay (verano 2004 - 2005).
- 2004 Su disco solista "Escuchame una cosa" lo editó el sello discográfico Pelo Music.
- 2004 Cortinas (canciones originales) de los programas "El candombe de papá"( Canal 13) y "Los machos de América" (América TV).
- 2003/04 Teatro ND/Ateneo con Chico Novarro.
- 2002 Ternado para el Premio Clarín, rubro Revelación en Música Popular.
- 2002 Presentaciones en el Teatro del Círculo; Montevideo, Uruguay;  Quilmes;  Rosario; Comodoro Rivadavia (2001).  Santa Rosa,  La Pampa;  Mendoza;  San Luis, Villa Mercedes y  Merlo ( San Luis).
- 2000 Unipersonal "Bossa-Novak"  (con Tobago / Natalio Ruiz) en Buenos Aires.
- 1998 / 99 Espectáculo "Canciones con Historia" junto a Chico Novarro (1998 en Clásica y Moderna, 1999 en La Trastienda Club y Medio y Medio, Punta del Este, Uruguay).
- 1998 Recitales en El C.O.D.O. / Buenos Aires.
- 1997 Música Original y canciones del programa "Paloma" en  Canal 9.
- 1993 /  94 Jingle "Pronto Shake".
- 1993 Producción artística del C.D de Chico Novarro, "Es cosa mía".
- 1993 Recital en el Anfiteatro La Plaza / Buenos Aires.
- 1992 Música original de La sirenita (Rita Terranova; en Teatro Lorange).
- 1991 2.º Premio del Festival OTI de la Canción.
- 1991 1.er Premio de Bienal de Arte Joven - cantante en rubro Música Melódica.
- 1989 /  90 Compositor e intérprete del jingle-canción "Llegar a vos" para la campaña de "Jockey Suaves".
- 1988 Cantante y compositor en LP "Pablo Novak", editado por CBS; con producción de Pedro Aznar.
- 1987 Canción Original de  El Diario de Ana Frank  (Teatro del Globo).
- 1986 /  88 Presentaciones con su banda en "La Capilla", "La Esquina del Sol" y "El Taller".
- 1986 /  93 Jingles/cortinas c/ R. Parentella, D. Grinblat, M. Ribas y Valle-Cerávolo.
- 1986 Música original de la obra "Movimiento de Partida" (de Javier Daulte / Comuna Baires).

## Estudios musicales
- Piano: Con Juan Carlos Cirigliano y Beatriz Tabares
- Armonía - Composición musical: Con Lito Ve
- Bajo eléctrico: Con Pablo Santos
- Canto: Con Mimí Cirigliano y Rodolfo Vals